# Aeroportul Alldays
Aeroportul Alldays (IATA: ADY, ICAO: FAAL) este un aeroport din Alldays⁠(d), Blouberg Local Municipality⁠(d), Capricorn District Municipality⁠(d), Provincia Limpopo, Africa de Sud.
Situat la o altitudine de 818 m, aeroportul dispune de o singură pistă.